# Margaret Rutherford
Margaret Rutherford, född 11 maj 1892 i Balham, Wandsworth, London, död 22 maj 1972 i Chalfont St Peter, Buckinghamshire, var en brittisk skådespelare.
Margaret Rutherford arbetade som pianolärarinna och talpedagog innan hon började studera drama vid Old Vic. Hon gjorde scendebut 1925 och 1933 gjorde hon sitt första framträdande i London samt filmdebuterade 1936. Bland hennes mest minnesvärda filmroller märks den som cyklande medium i Min fru går igen 1945 och som den frågvisa Miss Marple i några Agatha Christie-deckare på 1960-talet.
Rutherford fick en Oscar för sin biroll i Hotel International 1963. Rutherford adlades 1966.

## Filmografi i urval
- Dusty Ermine (1936)
- Catch as Catch Can (1937)
- Han kom som en främling (1943)
- Kära ä' vi allihopa (1944)
- Min fru går igen (1945)
- Miranda, sjöjungfrun (1948)
- Biljett till Burgund (1949)
- Snurriga skolan (1950)
- En ryslig fästman (1952)
- Världens minsta show (1957)
- Dina pengar är mina pengar (1959)
- Dubbeltrubbel (1961)
- 4.50 från Paddington (1961)
- Musen på månen (1962)
- Mord, sa hon (1963)
- Hotel International (1963)
- Det är fult att mörda (1964)
- Snusdosan (1964)
- Den mystiska blondinen (1965)
- Falstaff (1965)
- Grevinnan från Hongkong (1966)
- 1967 – Arabella